# Clearbrook Park
Clearbrook Park ist ein Census-designated place innerhalb des Monroe Townships im Middlesex County, New Jersey, USA. Bei der Volkszählung von 2000 wurde eine Bevölkerungszahl von 3053 registriert.

## Demographie
Nach der Volkszählung von 2000 gibt es 3053 Menschen, 1947 Haushalte und 1006 Familien in der Stadt. Die Bevölkerungsdichte beträgt 1386,8 Einwohner pro km². 98,56 % der Bevölkerung sind Weiße, 0,82 % Afroamerikaner, 0,00 % amerikanische Ureinwohner, 0,29 % Asiaten, 0,00 % pazifische Insulaner, 0,00 % anderer Herkunft und 0,33 % Mischlinge. 0,69 % sind Latinos unterschiedlicher Abstammung.
Von den 1947 Haushalten haben 0,5 % Kinder unter 18 Jahre. 49,2 % davon sind verheiratete, zusammenlebende Paare, 2,2 % sind alleinerziehende Mütter, 48,3 % sind keine Familien, 46,2 % bestehen aus Singlehaushalten und in 44,1 % Menschen sind älter als 65. Die Durchschnittshaushaltsgröße beträgt 1,57, die Durchschnittsfamiliengröße 2,06.
0,8 % der Bevölkerung sind unter 18 Jahre alt, 0,1 % zwischen 18 und 24, 1,1 % zwischen 25 und 44, 7,6 % zwischen 45 und 64, 90,4 % älter als 65. Das Durchschnittsalter beträgt 76 Jahre. Das Verhältnis Frauen zu Männer beträgt 100:66,2, für Menschen älter als 18 Jahre beträgt das Verhältnis 100:66,1.
Das jährliche Durchschnittseinkommen der Haushalte beträgt 36.506 USD, das Durchschnittseinkommen der Familien 49.228 USD. Männer haben ein Durchschnittseinkommen von 36.429 USD, Frauen 49.375 USD. Der Prokopfeinkommen der Stadt beträgt 29.688 USD. 2,2 % der Bevölkerung und 0,0 % der Familien leben unterhalb der Armutsgrenze, davon sind 0,0 % Kinder oder Jugendliche jünger als 18 Jahre und 2,2 % der Menschen sind älter als 65.